# Lisa Loch

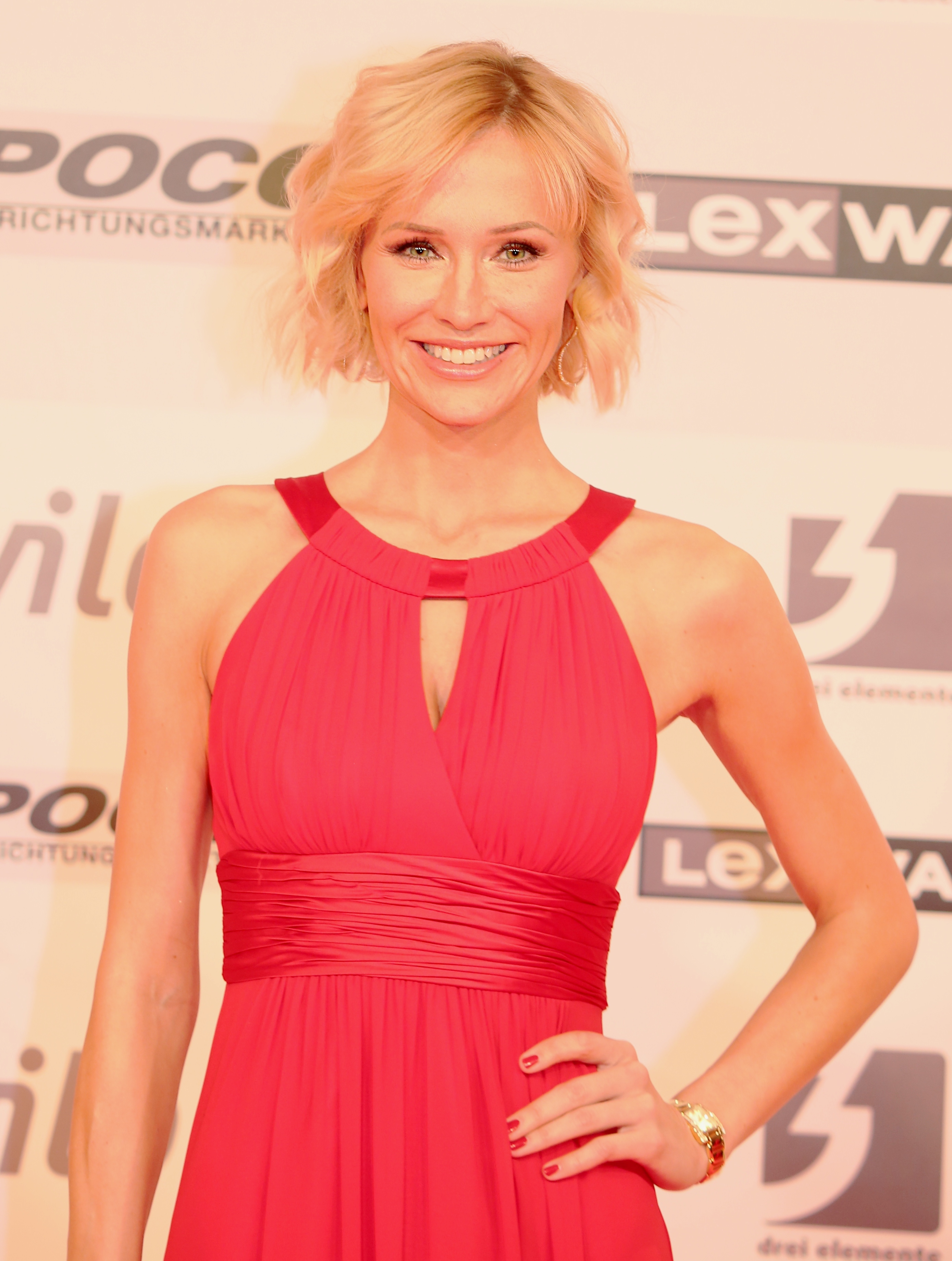
Lisa Loch (2017)

Lisa Loch (* 14. April 1985 in Essen) ist eine deutsche Fernsehmoderatorin und Model. Bundesweite Aufmerksamkeit erregte ihre Auseinandersetzung mit dem Fernsehmoderator Stefan Raab.

## Leben
Lisa Loch machte 2004 Abitur und studierte im Anschluss Betriebswirtschaftslehre. Das Studium schloss sie 2011 mit Diplom ab. 2013 arbeitete Loch am Institut für Kommunikations- und Medienforschung der Deutschen Sporthochschule Köln an ihrer Doktorarbeit zum Thema „Reziproke Effekte von Prominenz auf Rezipienten und Medieninhalte aus medienökonomischer Perspektive“.
Neben der Tätigkeit als Model ist Loch als Schauspielerin und Moderatorin tätig. Werbespots drehte sie unter anderem für RTL, das ZDF und die FDP. Von Januar 2015 bis März 2016 moderierte sie bei Köln.tv die News und das Magazin. Am 25. November und 2. Dezember 2013 nahm sie als (gewöhnliche) Kandidatin an der Fernsehshow Wer wird Millionär? teil und gewann 32.000 Euro. Im Jahr 2017 moderierte Loch bei Sky Sport News HD. 2020 führte sie durch die Medizinsendung Die Sprechstunde bei München TV. Vom 10. Januar 2022 bis zur Einstellung des Live-Programms am Ende des gleichen Jahres war Loch Teil des Moderatoren-Teams des Senders Bild.

## Auseinandersetzung mit Stefan Raab
Als Jugendliche hatte sich Loch 2001 bei einer Miss-Wahl zur Miss Alemania beworben, über die das RTL-Magazin Explosiv berichtete. Unter anderem wurde sie mit den Worten „Mein Name ist Lisa Loch und ich bin 16 Jahre alt“ zitiert. Dieser Filmausschnitt wurde von TV total auf ProSieben verwertet. In mehreren Sendungen machte Raab Bemerkungen über den Namen Loch, die der Münchner Merkur als „versaute Witze“ bezeichnete.
Loch erfuhr dadurch Hänseleien durch ihr Umfeld, wurde telefonisch belästigt und auf offener Straße beleidigt. In der Folge begab sie sich in therapeutische Behandlung.
Loch verklagte daraufhin Raab, die Produzenten seiner Sendung und ProSieben auf Schadensersatz in Höhe von 300.000 Euro vor dem Landgericht Essen. Mit Urteil vom 4. Februar 2004 durch das Oberlandesgericht Hamm wurden ihr schließlich im Berufungsprozess 70.000 Euro zugesprochen.
Das Gericht urteilte, Raab habe durch die öffentliche Verunglimpfung der Schülerin ihr Persönlichkeitsrecht schwer verletzt. Satire könne einen beachtlichen Freiraum beanspruchen, dürfe eine Person aber nicht im Kernbereich privater Lebensgestaltung verletzen, hieß es. Dabei sei vor allem zu berücksichtigen gewesen, dass die Klägerin bei der Ausstrahlung der Sendungen noch minderjährig gewesen sei. Eine Revision durch den Bundesgerichtshof wurde nicht zugelassen. Raab selbst hat sich laut einem Medienbericht von 2015 bei Lisa Loch nicht entschuldigt.

## Filmografie

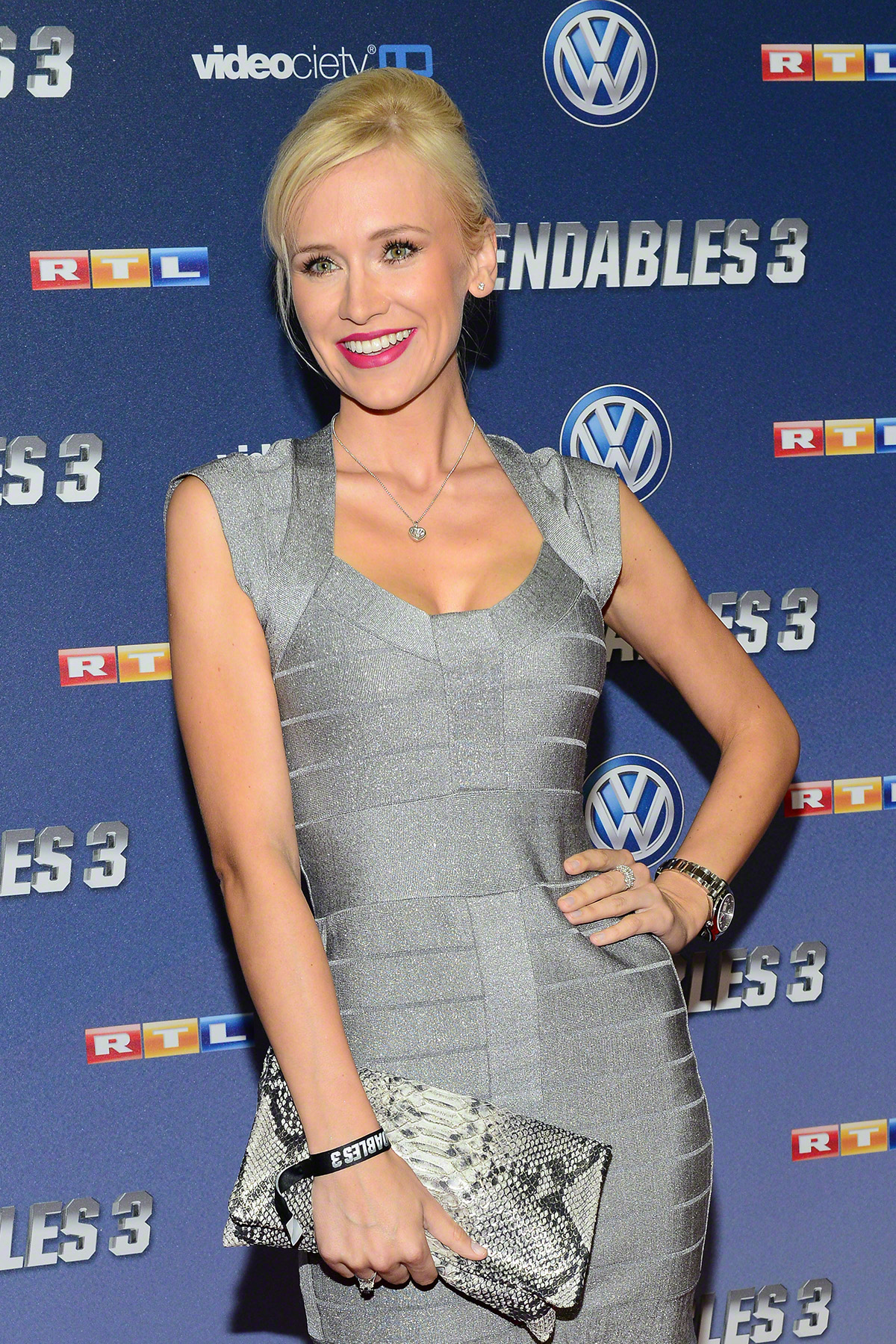
Lisa Loch auf der Premiere des Films The Expendables 3 in Köln (2014)

- 2011: Alarm für Cobra 11 – Die Autobahnpolizei, Folge Die Verschwörung
- 2011: What a Man, (Kinofilm)
- 2012: Halbe Hundert (Fernsehfilm, ARD)
- 2016: Das beste Stück vom Braten (Fernsehfilm, ARD)